# Jorge Griffa
Jorge Griffa (7. května 1935, Casilda - 15. ledna 2024, Rosario) byl argentinský fotbalista, obránce.

## Klubová kariéra
Začínal v argentinské lize v týmu CA Newell's Old Boys, nastoupil v 90 ligových utkáních a dal 2 góly. Od roku 1959 hrál ve Španělsku za Atlético Madrid, se kterým získal v roce 1966 mistrovský titul a třikrát vyhrál španělský fotbalový pohár. Kariéru zakončil v týmu RCD Espanyol. Celkem ve španělské Primera División nastoupil ve 227 utkáních a dal 6 gólů. V Poháru mistrů evropských zemí nastoupil ve 2 utkáních, v Poháru vítězů pohárů nastoupil v 15 utkáních a ve Veletržním poháru nastoupil ve 13 utkáních. V roce 1962 s Atléticem Pohár vítězů pohárů vyhrál. Za reprezentaci Argentiny nastoupil v roce 1959 ve 4 utkáních na Copa América 1959 v Argentině.

## Ligová bilance
| Ročník                              | Zápasy | Góly | Klub                 |
| ----------------------------------- | ------ | ---- | -------------------- |
| Primera División (Argentina) 1954   | 1      | 0    | CA Newell's Old Boys |
| Primera División (Argentina) 1955   | 24     | 0    | CA Newell's Old Boys |
| Primera División (Argentina) 1956   | 24     | 0    | CA Newell's Old Boys |
| Primera División (Argentina) 1957   | 26     | 0    | CA Newell's Old Boys |
| Primera División (Argentina) 1958   | 15     | 2    | CA Newell's Old Boys |
| Primera División 1959/1960          | 26     | 0    | Atlético Madrid      |
| Primera División 1960/1961          | 24     | 1    | Atlético Madrid      |
| Primera División 1961/1962          | 14     | 0    | Atlético Madrid      |
| Primera División 1962/1963          | 23     | 1    | Atlético Madrid      |
| Primera División 1963/1964          | 23     | 1    | Atlético Madrid      |
| Primera División 1964/1965          | 25     | 0    | Atlético Madrid      |
| Primera División 1965/1966          | 26     | 1    | Atlético Madrid      |
| Primera División 1966/1967          | 18     | 1    | Atlético Madrid      |
| Primera División 1967/1968          | 13     | 0    | Atlético Madrid      |
| Primera División 1968/1969          | 11     | 1    | Atlético Madrid      |
| Segunda División 1969/1970          | 21     | 2    | RCD Espanyol         |
| Primera División 1970/1971          | 24     | 0    | RCD Espanyol         |
| CELKEM Primera División (Argentina) | 90     | 2    |                      |
| CELKEM Primera División             | 227    | 6    |                      |